# Strahlungsfehler
Der Strahlungsfehler ist die Messabweichung, die bei der Messung der Temperatur eines Gases durch die Absorption oder Emission von Wärmestrahlung am Thermometer entsteht.

## Wirkungsweise
Wird ein Thermometer in ein Gas gebracht, so findet so lange Wärmeübertragung zwischen Thermometer und Gas statt, bis sich beide im thermodynamischen Gleichgewicht befinden. Solange keine Strahlungsquellen oder -Senken auf das System aus Gas und Thermometer wirken, die diesem System zusätzliche Energie zuführen, haben beide dieselbe Temperatur.
Trifft jedoch Wärmestrahlung – beispielsweise durch Bestrahlung mit Sonnenlicht – auf das Thermometer, so wird je nach Absorptionsgrad ein Teil dieser Strahlung vom Thermometer aufgenommen und in Wärme umgewandelt. Das Thermometer erwärmt sich dadurch über die Gastemperatur hinaus, bis sich ein Gleichgewicht zwischen aufgenommener Strahlung und an das Gas abgegebener Wärme einstellt. Auf diese Weise ist die gemessene Temperatur höher als die tatsächliche Temperatur des Gases.
Wird dagegen dem Thermometer durch die Emission von Wärmestrahlung Energie entzogen, kann es sich unter die Temperatur des Gases abkühlen und damit eine geringere als die tatsächliche Temperatur messen. Dies ist etwa in kalten Nächten der Fall, wenn die atmosphärische Gegenstrahlung geringer ist als die Wärmestrahlung, die das Thermometer emittiert, wenn es die gleiche Temperatur wie das Gas hat. Das Thermometer kühlt sich dadurch so weit ab, bis die von der Luft aufgenommene Wärme gleich diesem Strahlungsverlust ist.

## Gegenmaßnahmen
Für genaue Temperaturmessungen ist es deshalb ratsam, das Thermometer mit einem reflektierenden Gehäuse zu versehen und es vor dem direkten Einfluss von Strahlungsquellen und -Senken abzuschirmen. In der Meteorologie bringt man deshalb Thermometer in sogenannten Wetterhütten unter, die durch ihre Bauform die Strahlung von dem Thermometer fernhalten und gleichzeitig für eine gute Wärmeübertragung durch Konvektion sorgen.